# Прва дама Сједињених Америчких Држава
Прва дама Сједињених Америчких Држава (енгл. The First Lady of the United States  — FLOTUS) је незванична титула и положај супружника председника Сједињених Држава. Историјски гледано, уколико председник није у браку или председникова супруга није у стању да извршава обавезе прве даме, тада председник именује женског члана породице или пријатељицу на ту позицију. Актуелна прва дама Сједињених Држава је Меланија Трамп, након победе њеног мужа, Доналда Трампа на председничким изборима 2024. године. Прва дама је од 20. јануара 2025. године, када је Доналд Трамп званично преузео дужност председника САД.
Положај прве даме је незваничан, и она нема званичне дужности. Ипак, прве даме традиционално одржавају видљиву позицију у администрацији. Улога прве даме је еволуирала током векова. Она је, пре свега, хостеса Беле куће, она организује званичне церемоније у Белој кући и повремено иде у званичне посете са председником.
У овом тренутку постоји чeтири живих бивших првих дама: Хилари Клинтон, супруга Била Клинтона, Лора Буш, супруга Џорџа В. Буша, Мишел Обама, супруга Барака Обаме, и Џил Бајден, супруга Џоа Бајдена.